# Jan Košťálek
Jan Košťálek (* 17. února 1995, Praha) je český hokejový obránce, který momentálně hraje v extraligovém klubu HC Vítkovice Ridera.

## Hráčská kariéra
Je odchovancem Sparty Praha, kam zamířil v žákovských letech z Kolína. V dresu Sparty debutoval v dospělém hokeji jako šestnáctiletý a před svým odchodem do Kanady nastoupil do 10 extraligových zápasů. Od sezóny 2012/2013 působil v kanadském juniorském týmu Rimouski Océanic. Ve vstupním draftu 2013 si jej jako 114. vybral tým Winnipeg Jets ve 4. kole. Po přechodu do dospělé kategorie odehrál tři sezony na farmě Winnipegu v Manitobě Moose v AHL. V roce 2018 se rozhodl vrátit do Evropy a podepsal víceletou smlouvu s mateřskou Spartou. Tam se postupně vypracoval v jednoho z elitních ofenzivních beků v extralize. Po třech sezonách překvapivě přestoupil k extraligové konkurenci a tříletou smlouvu podepsal v Pardubicích. Ihned v první sezoně se stal nejproduktivnějším extraligovým obráncem a s klubem se domluvil na pětiletém kontraktu. V květnu 2024 podepsal jednoletý kontrakt s klubem HC Vítkovice Ridera.
Košťálek reprezentoval na Mistrovství světa v ledním hokeji do 18 let (2012, 2013) a dvakrát na Mistrovství světa v ledním hokeji do 20 let (2014, 2015), několik startů si připsal i za dospělou reprezentaci.

## Statistiky

### Klubové statistiky
| Sezóna     | Klub                | Soutěž            |     | Základní část | Základní část | Základní část | Základní část | Základní část |   | Play off | Play off | Play off | Play off | Play off |
| Sezóna     | Klub                | Soutěž            | Z   | G             | A             | B             | TM            | Z             | G | A        | B        | TM       |          |          |
| 2010–11    | HC Sparta Praha     | Extraliga juniorů | 39  | 2             | 9             | 11            | 34            | 5             | 0 | 0        | 0        | 8        |          |          |
| 2010–11    | HC Sparta Praha     | Extraliga juniorů | 1   | 0             | 0             | 0             | 0             | —             | — | —        | —        | —        |          |          |
| 2011–12    | HC Sparta Praha     | Extraliga juniorů | 7   | 0             | 13            | 13            | 12            | 3             | 1 | 3        | 4        | 2        |          |          |
| 2011–12    | HC Sparta Praha     | Extraliga juniorů | 32  | 3             | 4             | 7             | 30            | 4             | 0 | 0        | 0        | 2        |          |          |
| 2011–12    | HC Sparta Praha     | ELH               | 10  | 0             | 0             | 0             | 4             | —             | — | —        | —        | —        |          |          |
| 2012–13    | Rimouski Océanic    | QMJHL             | 48  | 5             | 13            | 18            | 53            | 6             | 0 | 1        | 1        | 2        |          |          |
| 2013–14    | Rimouski Océanic    | QMJHL             | 55  | 5             | 22            | 27            | 40            | 6             | 0 | 3        | 3        | 4        |          |          |
| 2014–15    | Rimouski Océanic    | QMJHL             | 57  | 7             | 36            | 43            | 35            | 20            | 8 | 13       | 21       | 10       |          |          |
| 2015–16    | Manitoba Moose      | AHL               | 52  | 1             | 8             | 9             | 20            | —             | — | —        | —        | —        |          |          |
| 2016–17    | Manitoba Moose      | AHL               | 60  | 2             | 5             | 7             | 20            | —             | — | —        | —        | —        |          |          |
| 2017–18    | Manitoba Moose      | AHL               | 37  | 6             | 1             | 7             | 16            | 9             | 2 | 0        | 2        | 8        |          |          |
| 2017–18    | Jacksonville Icemen | ECHL              | 8   | 2             | 1             | 3             | 2             | —             | — | —        | —        | —        |          |          |
| 2018–19    | HC Sparta Praha     | ELH               | 40  | 6             | 10            | 16            | 48            | 4             | 0 | 1        | 1        | 4        |          |          |
| 2019–20    | HC Sparta Praha     | ELH               | 47  | 14            | 11            | 25            | 68            | —             | — | —        | —        | —        |          |          |
| 2020–21    | HC Sparta Praha     | ELH               | 48  | 11            | 15            | 26            | 14            | 11            | 4 | 4        | 8        | 6        |          |          |
| 2021–22    | HC Dynamo Pardubice | ELH               | 53  | 8             | 33            | 41            | 30            | 7             | 0 | 4        | 4        | 0        |          |          |
| 2022–23    | HC Dynamo Pardubice | ELH               | 42  | 7             | 23            | 30            | 36            | 11            | 1 | 4        | 5        | 4        |          |          |
| 2023–24    | HC Dynamo Pardubice | ELH               | 44  | 6             | 17            | 23            | 12            | 16            | 1 | 7        | 8        | 10       |          |          |
| 2024–25    | HC Vítkovice Ridera | ELH               | 51  | 4             | 15            | 19            | 14            | 5             | 0 | 1        | 1        | 6        |          |          |
| ELH celkem | ELH celkem          | ELH celkem        | 335 | 56            | 124           | 180           | 226           | 54            | 6 | 21       | 27       | 30       |          |          |